# Geografia General de Catalunya
Geografia General de Catalunya és una obra dirigida per l'historiador Francesc Carreras i Candi que consta de sis volums, publicats entre els anys 1908 i 1918:
- Catalunya (1.297 pàgs.), per Francesc Carreras i Candi, amb la col·laboració de Lluís Marià Vidal i Carreras, Norbert Font i Sagué, Joan Cadevall i Diars, Emili Tarré i Tarré, Felip Ferrer i Vert, Josep Maria Bofill i Pichot, Eugeni Ferrer i Dalmau, Salvador Maluquer i Nicolau, Joan Baptista Aguilar-Amat i Banús, Baltasar Serradell i Planella, Marià Faura i Sans, Salvador Sanpere i Miquel, Frederic Rahola i Trèmols, Jaume Maspons i Camarasa, Ernest Moliné i Brasés i Pere Estasen i Cortada.
- Província de Barcelona (703 pàgs.), per Cels Gomis i Mestres.
- Província de Tarragona (1.058 pàgs.), per Emili Morera i Llauradó.
- Província de Lleida (1.070 pàgs.), per Ceferí Rocafort i Sansó.
- Província de Girona (1.154 pàgs.), per Joaquim Botet i Sisó.
- Ciutat de Barcelona (1.138 pàgs.), per Francesc Carreras i Candi.

Es tracta d'una extensa descripció, tant de la geografia física, la geologia, la biologia i la història de Catalunya i dels seus pobles. Els texts van acompanyats per mapes, plànols, làmines i fotografies de Ceferí Rocafort i Sansó, Cèsar August Torras i Ferreri, Josep Colell i Llort o Juli Soler i Santaló entre d'altres.

## Galeria

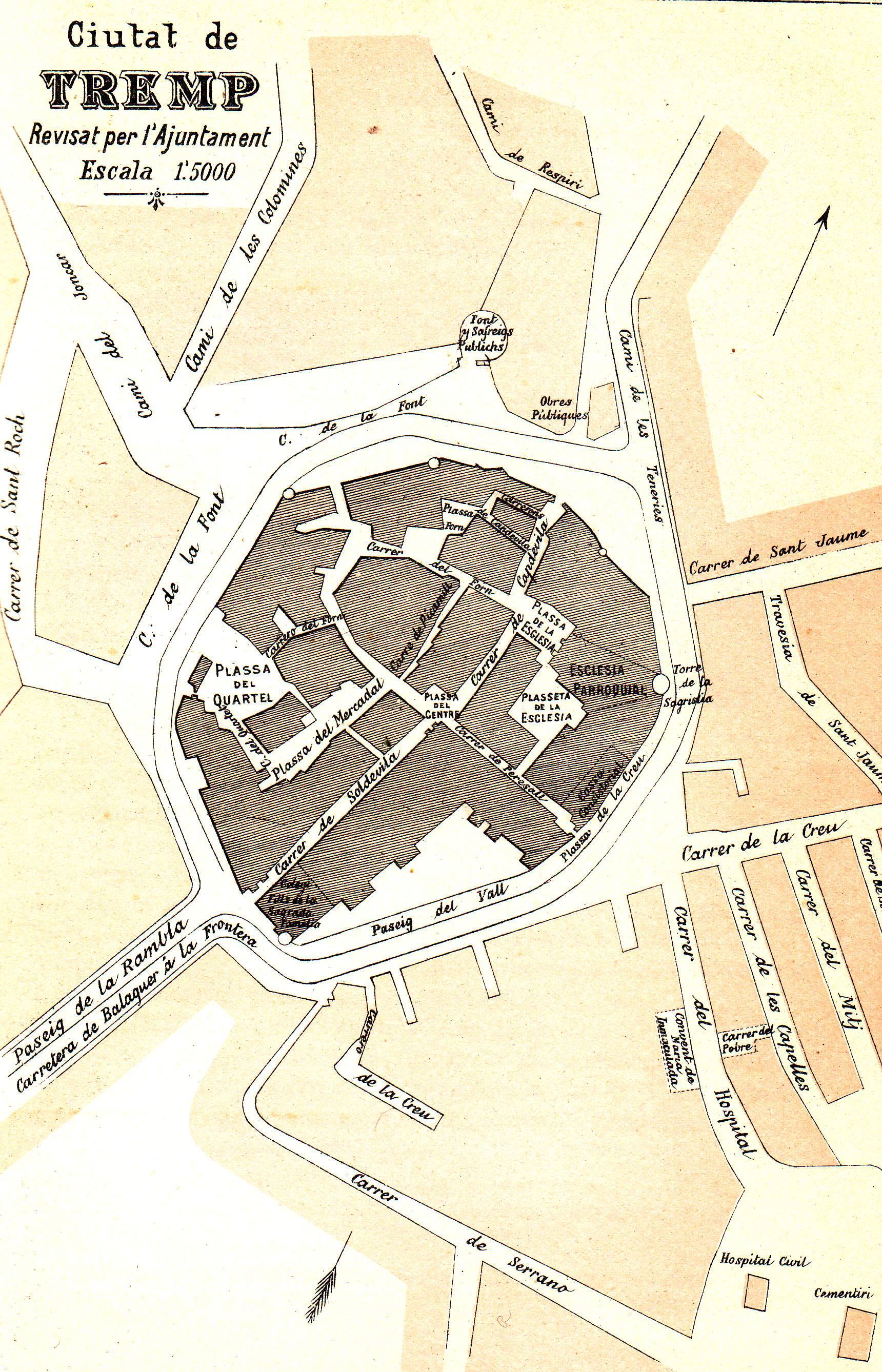
Plànol de Tremp
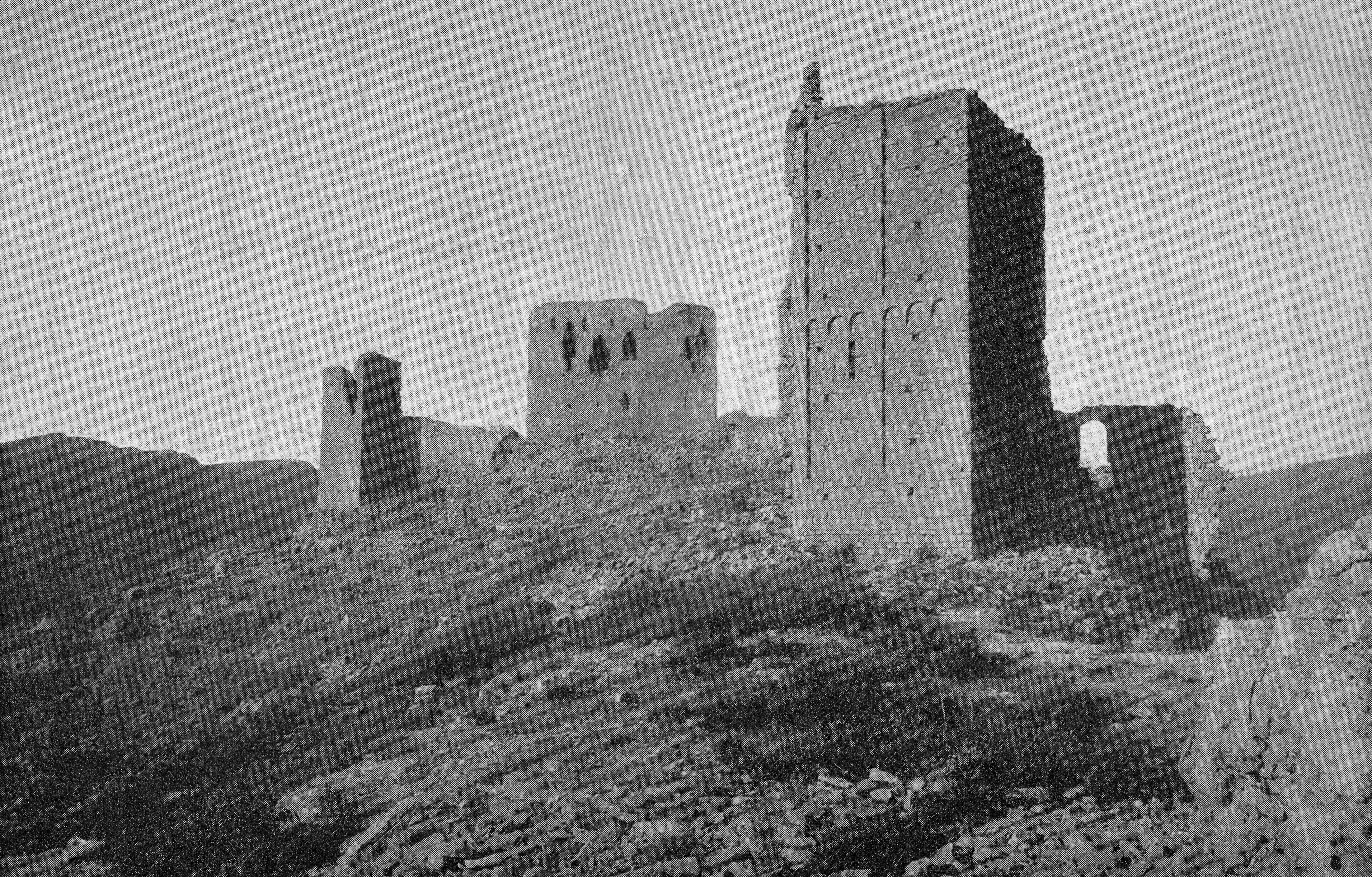
Castell de Llordà
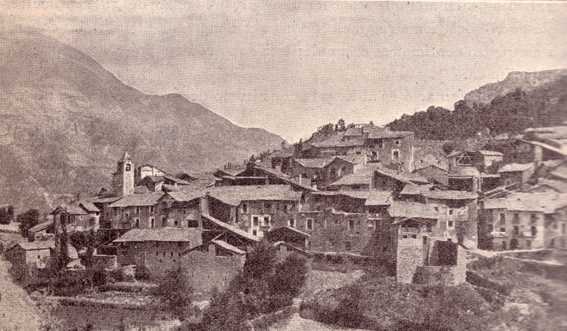
Mont-ros